# Opuntia salvadorensis
Opuntia salvadorensis ist eine Pflanzenart in der Gattung der Opuntien (Opuntia) aus der Familie der Kakteengewächse (Cactaceae). Das Artepitheton salvadorensis verweist auf das Vorkommen der Art in El Salvador.

## Beschreibung
Opuntia salvadorensis wächst niedrig strauchig, ist reich verzweigt und auf dem Boden ausgebreitet. Die glatten, abgeflachten, kreisrunden bis länglichen Triebabschnitte sind 10 bis 15 Zentimeter lang. Die Areolen sind klein. Die meist drei ungleichen, dünnen, nadeligen Dornen sind bis zu 6 Zentimeter lang.
Die gelben Blüten erreichen Längen von bis zu 2 Zentimeter.

## Verbreitung und Systematik
Opuntia salvadorensis ist in El Salvador im Departamento Usulután verbreitet.
Die Erstbeschreibung durch Nathaniel Lord Britton und Joseph Nelson Rose wurde 1925 veröffentlicht.

## Nachweise